# Iván Argote
Iván Assad Argote Calderón (Bogotá, 8 de noviembre de 1983) es un artista y cineasta colombiano radicado en París. Usando humor e intervenciones escénicas, sus piezas e instalaciones desafían las ideologías políticas dominantes.

## Biografía
Nació en Bogotá, en 1983, en el seno de una familia comprometida con el sindicalismo y la política de izquierda Lilia Calderón, Álvaro Argote, Támara Argote. Entre 2000 y 2004 estudió diseño gráfico en la Universidad Nacional de Colombia. En 2005, trabajó como asistente de dirección con Camilo Matiz. Ese mismo año obtuvo el primer premio en el IX Salon National d'Art Universitaire, que le dio derecho a viajar al extranjero. Se va a Francia y estudia en la Beaux-Arts de París en los talleres de Claude Closky y Guillaume Paris, donde conoce a la artista Pauline Bastard con quien desarrollará varios proyectos en colaboración. Desde 2006, Argote ha participado en numerosas exposiciones en diferentes ciudades: París, Nueva York, Berlín, Londres, Bruselas, Praga, Viena, Los Ángeles, Miami, Bogotá, San Juan de Puerto Rico, entre otras.